# 中華民國108年全國運動會壘球比賽
中華民國108年全國運動會壘球比賽為女子團體賽，共產生一面金牌
，賽事於108年10月20日至10月24日在青埔慢速壘球場舉行。

在全國運動會籌備會、國際壘球總會及亞洲壘球總會指導下，由中華民國壘球協會負責壘球競賽各項技術工作。

## 競賽資訊[a 1]

### 大會日期
中華民國 108 年 10 月 19 日（星期六）至 24 日（ 星期四）。

### 比賽日程
中華民國 108 年 10 月 20 日（ 星期日） 至 24 日（ 星期四），共計 5 日。

### 比賽場地
青埔慢速壘球場（桃園市中壢區致善路二段）。

### 比賽項目
- 女子組。

### 比賽時程
| 日 期               | 場次 | 時間   | 比賽隊伍         |
| 10月20日 （星期日） | 1    | 09：00 | 臺中市 對 苗栗縣 |
| 10月20日 （星期日） | 2    | 09：00 | 臺中市 對 苗栗縣 |
| 10月20日 （星期日） | 3    | 11：00 | 臺北市 對 桃園市 |
| 10月20日 （星期日） | 4    | 11：00 | 高雄市 對 新北市 |
| 10月20日 （星期日） | 5    | 13：00 | 高雄市 對 新北市 |
| 10月20日 （星期日） | 6    | 13：00 | 高雄市 對 新北市 |
| 10月20日 （星期日） | 7    | 15：00 | 高雄市 對 新北市 |
| 10月20日 （星期日） | 8    | 15：00 | 臺中市 對 桃園市 |
| 10月21日 （星期一） | 9    | 09：00 | 臺南市 對 臺北市 |
| 10月21日 （星期一） | 10   | 09：00 | 苗栗縣 對 新北市 |
| 10月21日 （星期一） | 11   | 11：00 | 高雄市 對 臺中市 |
| 10月21日 （星期一） | 12   | 11：00 | 桃園市 對 南投縣 |
| 10月21日 （星期一） | 13   | 13：00 | 臺南市 對 臺中市 |
| 10月21日 （星期一） | 14   | 13：00 | 苗栗縣 對 南投縣 |
| 10月21日 （星期一） | 15   | 15：00 | 高雄市 對 臺北市 |
| 10月21日 （星期一） | 16   | 15：00 | 桃園市 對 新北市 |
| 10月22日 （星期二） | 17   | 09：00 | 高雄市 對 苗栗縣 |
| 10月22日 （星期二） | 18   | 09：00 | 臺中市 對 新北市 |
| 10月22日 （星期二） | 19   | 11：00 | 臺南市 對 桃園市 |
| 10月22日 （星期二） | 20   | 11：00 | 臺北市 對 南投縣 |
| 10月22日 （星期二） | 21   | 13：00 | 臺南市 對 苗栗縣 |
| 10月22日 （星期二） | 22   | 13：00 | 臺北市 對 新北市 |
| 10月22日 （星期二） | 23   | 15：00 | 高雄市 對 桃園市 |
| 10月22日 （星期二） | 24   | 15：00 | 臺中市 對 南投縣 |
| 10月23日 （星期三） | 25   | 09：00 | 新北市 對 南投縣 |
| 10月23日 （星期三） | 26   | 09：00 | 桃園市 對 苗栗縣 |
| 10月23日 （星期三） | 27   | 11：00 | 高雄市 對 臺南市 |
| 10月23日 （星期三） | 28   | 11：00 | 臺中市 對 臺北市 |
| 10月23日 （星期三） | P1   | 13：00 | 高雄市 對 南投縣 |
| 10月23日 （星期三） | P2   | 13：00 | 新北市 對 臺北市 |
| 10月24日 （星期四） | P3   | 09：00 | 南投縣 對 新北市 |
| 10月24日 （星期四） | P4   | 12：00 | 高雄市 對 南投縣 |

## 裁判名單[a 1]
| 職務           | 姓名 |
| -------------- | --- |
| 審判委員召集人 | 張家興 |
| 審判委員       | 洪銘惠 畢鈞輝 陳汝俊 鄭良果 |
| 裁 判 長       | 林裕松 |
| 副裁判長       | 余克勤 林明益 洪志良 黃少均 |
| 裁 判 員       | 王念台 王曉玲 吳李崗 吳信勇 汪俊宏 周志成 林國榮 胡倉陞 凌贊堯 康銘偉 張子揚 張思超 張哲嘉 陳威全 陳華偉 陳雲棟 陳鴻麟 曾文明 曾瓊嫺 黃志祥 黃奕彬 黃政嘉 黃榮正 詹堃鶯 詹昭旭 趙維彬 劉俊德 劉 輝 歐書宏 潘志銘 謝豐安 蘇玉純 |
| 競賽經理       | 徐國華 |
| 賽事經理       | 張金立 |
| 賽事副理       | 張少鑫 |
| 競賽總協       | 徐茂銓 |

## 決賽成績列表[a 2]
| 序 | 單位   | 比賽項目         | 姓名 | 成績 | 備註   | 名次 | 組別     | 種類 | 日期 |
| 1  | 南投縣 | 女子組壘球團體賽 |      | 1    | 女子組 | 壘球 | 10月24日 |      |      |
| 2  | 高雄市 | 女子組壘球團體賽 |      | 2    | 女子組 | 壘球 | 10月24日 |      |      |
| 3  | 新北市 | 女子組壘球團體賽 |      | 3    | 女子組 | 壘球 | 10月24日 |      |      |
| 4  | 臺北市 | 女子組壘球團體賽 |      | 4    | 女子組 | 壘球 | 10月24日 |      |      |
| 5  | 桃園市 | 女子組壘球團體賽 |      | 5    | 女子組 | 壘球 | 10月24日 |      |      |
| 6  | 苗栗縣 | 女子組壘球團體賽 |      | 6    | 女子組 | 壘球 | 10月24日 |      |      |

(成績結果以中華民國108年全國運動會大會公佈為主，本成績僅供參考)

### 官方資料
1. 1 2 3  （繁體中文） (PDF). 108年全國運動會籌備處.[]
2. ↑  （繁體中文）.   [2019-11-11]. （原始内容存档于2019-07-31）.
3. ↑  （繁體中文）. 2019-10-24  [2019-10-24].[]

### 新聞報導
1. ↑  . ETtoda. 2019-10-24  [2019-10-24]. （原始内容存档于2019-11-11）.

## 外部連結
- （繁體中文）108年全國運動會官方網站（页面存档备份，存于）